# David Ferreira
Pour les articles homonymes, voir Ferreira.
David Ferreira est un footballeur international colombien, né le 9 août 1979 à Santa Marta en Colombie. 
International colombien, il évolue au poste d'attaquant ou de milieu offensif en Colombie, au Brésil et en MLS où il est élu meilleur joueur de la saison 2010.

## Biographie

### Carrière en club
Ferreira débute en deuxième division colombienne, la Primera B avec l'Expresso Rojo. Après s'être imposé dans son pays avec 3 titres consécutifs de champion, Ferreira rejoint le Brésil et l'Atlético Paranaense.
En juin 2008, il est prêté à Dubaï où il remporte le championnat avec Al Shabab Dubaï. De retour à Curitiba, il est une nouvelle fois prêté le 24 février 2009, au FC Dallas cette fois-ci. Il y rencontre un grand succès et est élu meilleur joueur de MLS en 2010. Dans la foulée de ce succès, le FC Dallas propose un nouveau avec option à l'Atlético Paranaense.

### Carrière internationale
Ferreira rejoint la sélection colombienne à partir de 2001.

## Vie personnelle
David Ferreira a un fils, Jesús Ferreira, qui est lui aussi footballeur et qui porte les couleurs du FC Dallas.

## Palmarès

### par équipe
- Champion de Primera B : 1999
- Champion de Colombie Primera A : 2000, 2001, 2002
- Champion des Émirats arabes unis : 2007-2008

### International
- Tournoi de Toulon : 1999, 2000
- Copa América 2001

### Individuel
- Meilleur joueur de MLS : 2010
- MLS Best XI : 2010